# Brachythecium camptothecioides
Brachythecium camptothecioides är en bladmossart som beskrevs av Noriwo Takaki 1955. Brachythecium camptothecioides ingår i släktet gräsmossor, och familjen Brachytheciaceae. Inga underarter finns listade i Catalogue of Life.